# Huit opéras modèles

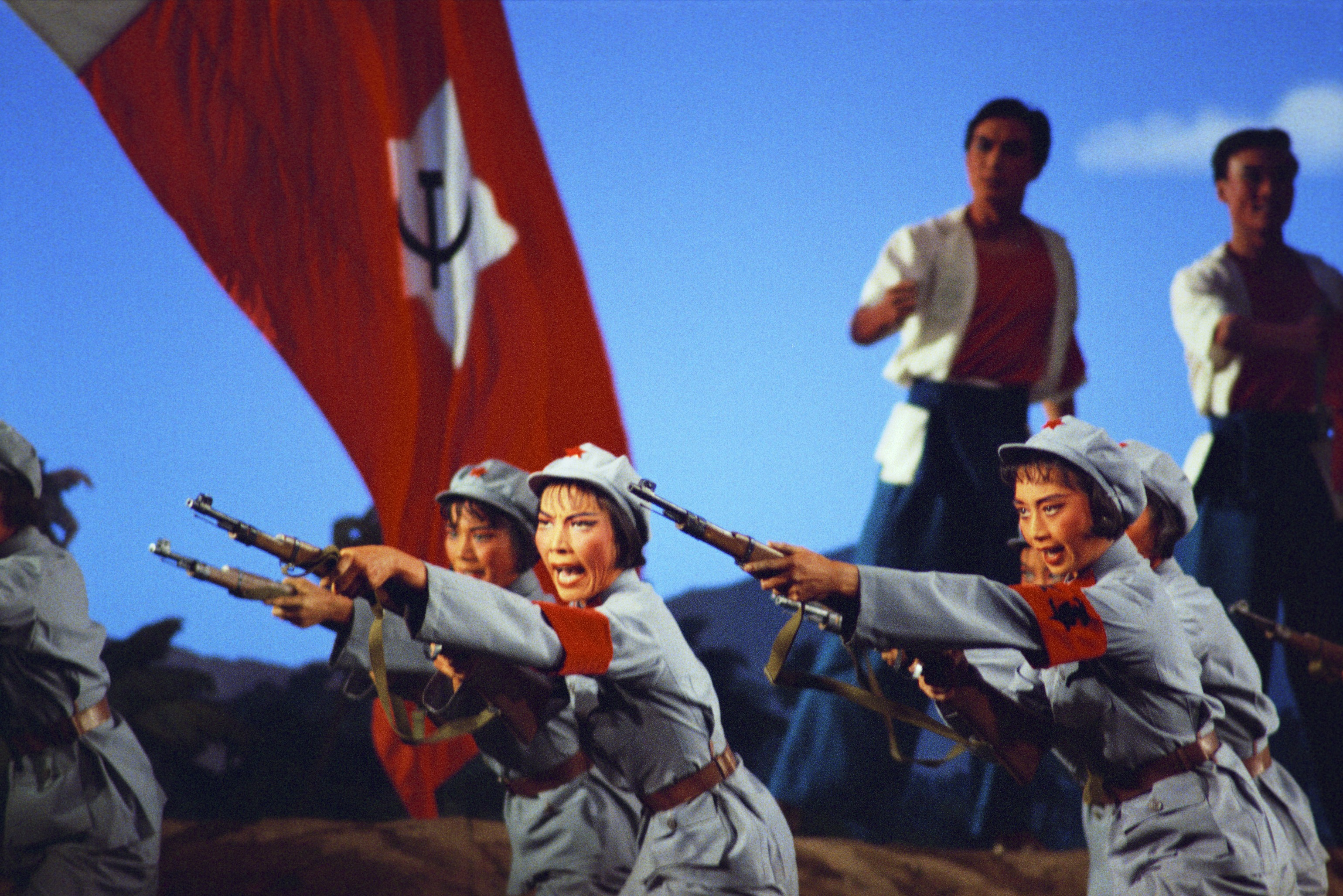
Photographie du ballet modèle Le Détachement féminin rouge.

En Chine, les huit opéras modèles font référence aux opéras révolutionnaires planifiés et fabriqués pendant la révolution culturelle et mis en avant par Jiang Qing, la dernière épouse de Mao Zedong. Ils étaient considérés comme révolutionnaires et modernes en termes de caractéristiques thématiques et musicales par rapport aux opéras traditionnels. Beaucoup d'entre eux ont été adaptés au cinéma.

## Contexte et origine
Les demandes de Mao Zedong pour un nouvel art national révolutionnaire ont permis à sa femme, Jiang Qing, de commencer sa croisade pour dominer le monde des arts. En 1963, elle a commencé avec la révision d'un certain nombre d'opéras de Pékin sur des thèmes contemporains. À l'été 1964, ces œuvres ont été réalisées pour la première fois lors d'un festival d'opéra à Shanghai et étaient déjà appelées « œuvres modèles » (yangbanxi, 样板戏). Au cours de la révolution culturelle, ils ont été considérés comme faisant partie des « Nouvelles créations socialistes »  issues du mouvement maoïste.
Initialement, huit opéras révolutionnaires ont été produits, dix-huit à la fin de la période. Au lieu des « empereurs, rois, généraux, chanceliers et jeunes filles » de l'opéra traditionnel de Pékin, interdit comme « féodalisme et bourgeois », ils ont raconté des histoires de luttes révolutionnaires chinoises et de luttes de classes. Ils ont glorifié l'Armée populaire de libération et la bravoure du peuple, et ont montré que Mao Zedong et sa pensée jouaient un rôle central dans la victoire du socialisme en Chine. Bien qu'ils aient pris la forme d'opéras, ils apparurent bientôt sur des albums, dans des bandes dessinées, sur des affiches, des cartes postales et des timbres; sur des assiettes, des théières, des lavabos, des paquets de cigarettes, des vases et des calendriers. Ils ont été diffusés à partir de haut-parleurs dans les écoles, les usines et les champs par des troupes spéciales. Les huit opéras modèles ont dominé la scène dans toutes les régions du pays au cours de ces années, conduisant à une boutade :  « Huit cents millions de personnes ont regardé huit spectacles ».
En 1966, la coopération de Jiang Qing avec Lin Biao a commencé au Forum sur la littérature et l'art pour les forces armées chinoises. Lin Biao a fourni une plate-forme pour défendre ces œuvres modèles. Les effets éducatifs que les opéras étaient censés avoir dû beaucoup à leur représentation des héros et des méchants. Les héros devaient être gao (高, élevé), da (大, glorieux) et quan (全, complet), tandis que les méchants devaient être bas, minables, laids et stupides. Ces effets ont été renforcés par la publication de nombreuses affiches reproduisant des scènes clés des pièces.

## Présentation
Les huit opéras modèles sont composés de cinq opéras, une symphonie, deux ballets.
Le 31 mai 1967, le Quotidien du peuple (Renmin ribao) dresse la liste des « huit opéras révolutionnaires modèles » qui seront pratiquement les seules œuvres culturelles autorisées pendant la révolution culturelle (1966-1976). 
La pianiste Zhu Xiao-Mei, garde rouge à l'époque, indique qu'il est aussi autorisé quelques œuvres albanaises, consécutives des liens naissants entre les gouvernements communistes des deux pays.

### Opéras
- Taking Tiger Mountain by Strategy (La Montagne du tigre prise d'assaut) - 1968
- La Légende de la lanterne rouge

### Ballets
- Le Détachement féminin rouge
- La Fille aux cheveux blancs

## Représentations ultérieures à la révolution culturelle
Ba Jin note en 1986 que certaines de ces œuvres sont toujours connues par les Chinois.

## Accueil critique
La pianiste Zhu Xiao-Mei indique que ces huit œuvres ne sont pas dénuées de qualité, écrites par des artistes véritables. Elle mentionne par ailleurs que nombre d'entre elles font des emprunts à des compositions occidentales pourtant interdites pendant la révolution culturelle. Ainsi le Concerto du fleuve Jaune  est pour partie repris depuis  la Polonaise héroïque de Frédéric Chopin.
Selon Lu Xing, professeur dans le département de Communications à l'Université DePaul, tous les opéras modèles sont imprégnés de haine dirigée en particulier vers les « classes ennemies », qui sont présentées comme cruelles, oppressives et maléfiques.